# 张雁 (1918年)
张雁（1918年—1997年11月4日），原名张克刚，出身陝西興平，中国电影演员。

## 生平
1918年，张克刚出生於陕西省兴平县南位乡南韩村（今兴平市南位镇南韩村）。後來，张雁在西安就读中学，並曾参加西安民教馆实验话剧团。1938年，进入四川江安国立戏剧专科学校表演系学习。1941年毕业之后，担任中央青年剧社、剧专剧团演员。抗日战争胜利后，在上海任中央电影企业股份有限公司第二电影制片厂（中电二厂）演员。1947年参演《遥远的爱》等电影。
中华人民共和国成立后，任上海电影制片厂演员。1978年，调任北京电影制片厂演员，先后出演了《三毛学生意》、《淮上人家》、《兰兰和冬冬》、《布谷鸟又叫了》、《大风浪里的小故事》、《燎原》、《火红的年代》、《平鹰坟》、《婚礼》、《楚天风云》等十余部电影。1982年，因在电影《月亮湾的笑声》中饰演农民江冒富，获第二届中国电影金鸡奖最佳男演员奖。
1997年11月4日，张雁在北京病逝，享年79岁。